# 大格爾拉鄉 (梅赫丁茨縣)
44°13′N 22°46′E / 44.217°N 22.767°E
大格爾拉鄉（羅馬尼亞語：Comuna Gârla Mare, Mehedinți），是羅馬尼亞的鄉份，位於該國西南部，由梅赫丁茨縣負責管轄，面積63平方公里，海拔高度81米，2007年人口3,278，人口密度每平方公里52人。